# Frederick Catherwood

Frederick Catherwood um ca. 1840

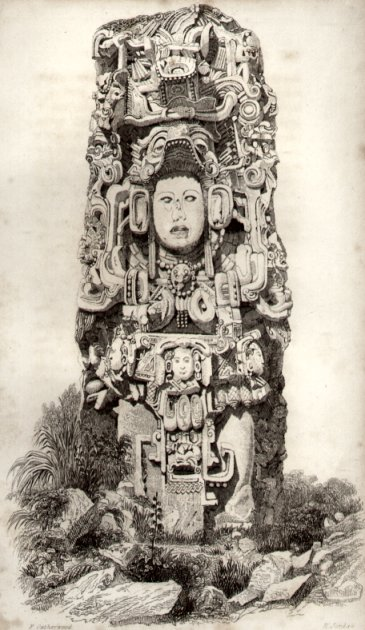
Stele N in Copán

Frederick Catherwood (* 27. Februar 1799; † 27. September 1854 im Nordatlantik beim Untergang der Arctic) war ein britischer Architekt, Maler, Archäologe und Forschungsreisender. Furore machte er mit seinen Zeichnungen von wiederentdeckten Maya-Ruinen. Zusammen mit dem US-Amerikaner John Lloyd Stephens legte er den Grundstein für Entdeckung und Erforschung der Hochkultur der Maya. Catherwood wurde dafür 1837 in New York zum Ehrenmitglied (Honorary NA) der National Academy of Design gewählt.
Catherwood hatte an der Universität Oxford Architektur studiert. Doch seine wahre Leidenschaft galt der Malerei und dem Reisen. Mit Besuchen Griechenlands, der Türkei, Ägyptens und Palästinas hatte er bereits große Reiseerfahrung, als er 1836 den US-amerikanischen Anwalt und Reiseautor John Lloyd Stephens kennenlernte. Auch hatte er sich mit seinen Zeichnungen und Gemälden alter Ruinen bereits einen Namen geschaffen. Gemeinsam lasen sie Juan Galindos Erzählung über die Ruinen von Copán und beschlossen, sich in Mittelamerika selber ein Bild zu verschaffen und einen detaillierteren Bericht zu verfassen.
Von 1839 bis 1841 erforschten Catherwood und Stephens praktisch das gesamte Maya-Gebiet. Während Stephens für die schriftliche Dokumentation zuständig war, zeichnete und aquarellierte Catherwood detailgetreu die vom Dickicht des Dschungels befreiten Tempel, Pyramiden, Ballspielplätze und Stelen. Die beiden besuchten 44 verschiedene Stätten und entdeckten einige neu, darunter:
- Copán (Honduras)
- Quiriguá (Guatemala)
- Iximché (Guatemala)
- Q'umarkaj (Guatemala)
- Palenque (Mexiko)
- Uxmal (Mexiko)

1841 publizierte Stephens ihre Entdeckungen im Buch Incidents of Travel in Central America, Chiapas, and Yucatan. Eine zweite Forschungsreise führte sie nach Yucatán, woraus 1843 Stephens Buch Incidents of Travel in Yucatan entsprang. Beide Bücher wurden zu einem Welterfolg, nicht zuletzt dank Catherwoods präziser und stimmungsvoller Illustrationen. 1844 löste Catherwood mit seinem eigenen Werk Views of Ancient Monuments in Central America, Chiapas and Yucatan Begeisterung aus.
Angezogen vom Goldrausch in Kalifornien begab sich Catherwood anschließend nach San Francisco, wo er ein Geschäft für den täglichen Bedarf der Mineure eröffnete. 
Catherwood war Passagier auf der Arctic, als diese am 27. September 1854 vor der Küste Neufundlands in dichtem Nebel mit einem anderen Schiff kollidierte und Stunden später sank. Er gehört zu den rund 350 Opfern der Katastrophe.